# Danny Handley
Pour les articles homonymes, voir Handley (homonymie).
Danny Handley, né en 1976 à Burnley (Lancashire), est un musicien britannique. Il est surtout connu pour ses rôles de guitariste et de chanteur dans les groupes Animals & Friends et Ric Lee's Natural Born Swingers.

## Biographie
Dès son plus jeune âge, il se passionne pour les Beatles, Elvis Presley et Chuck Berry. À 11 ans, il fait l’acquisition d'une copie de Gibson Les Paul et suit les cours de guitare de Dave Duxbury à Burnley. À 13 ans, il joue déjà quatre soirs par semaine dans des pubs et des clubs. Il y joue des chansons de The Shadows, Chuck Berry, Gene Vincent, Jerry Lee Lewis et Elvis Presley.
Danny travaille également avec de nombreux groupes et pièces de théâtre. Il donne également des cours de guitare au Nelson & Colne College où il a, entre autres, compté Lucy Zirins parmi ses élèves. 
En 2008, il forme le Danny Handley Blues Project. En août 2009, il remplace d'urgence John Williamson, qui vient de se casser l'épaule, au sein de Animals & Friends. Impressionné par sa performance, le groupe l'embauche pour sa tournée en Écosse. Danny rejoint définitivement le groupe en septembre 2011 en remplacement de John Williamson. Au sein des Animals & Friends, il a entre autres joué avec Steve Cropper et Spencer Davis. 
En 2012, il intègre les Ric Lee's Natural Born Swingers aux côtés de Ric Lee, batteur de Ten Years After, Bob Hall, pianiste d'Alexis Korner, et Scott Whitley, ex-bassiste de Animals & Friends. La formation sort un album, Put A Record On. 

## Influences
Ses influences majeures sont BB King, Chuck Berry, Eric Clapton, Peter Green, Stevie Ray Vaughan, Hank Marvin, Gene Vincent, Jerry Lee Lewis, Albert King, Freddie King, George Harrison, Steve Cropper et Scotty Moore.

## Discographie
Avec Animals & Friends
- Prehistoric Years (2009)
- The Greatest Hits Live (2013)

Avec Ric Lee's Natural Born Swingers
- Put A Record On (2012)

## Sources
- http://www.earlyblues.com/Interview%20-%20Danny%20Handley%20-%20Animals%20and%20Friends.htm
- http://www.lancashiretelegraph.co.uk/news/4581867.Colne_guitarist___s_dream_date_with_The_Animals/
- https://www.facebook.com/animalsandfriends/
- http://www.discogs.com/Ric-Lees-Natural-Born-Swingers-Put-A-Record-On/release/4381028
- http://www.alex-rehak.com/Alpenwoodstock/alpenwoodstock/images/img_grafik/presse/aw_pressedateien/AW_ANIMALS_pressinfo_07_en.pdf